# Geel viltkruid
Geel viltkruid (Filago lutescens, synoniem: Filago apiculata) is een eenjarige plant die behoort tot de composietenfamilie (Asteraceae). De soort komt voor in de bergstreken van Zuidwest- en Midden-Europa en op de Azoren. De Nederlandse naam viltkruid heeft de plant te danken aan het feit dat dit, behalve het onderste gedeelte, geheel bedekt is met zeer fijne, witte haartjes, waardoor het lijkt of het plantje beschimmeld is. Geel viltkruid staat op de Nederlandse Rode lijst van planten als zeer zeldzaam en zeer sterk afgenomen. Het aantal chromosomen 2n = 28.
De plant wordt 10 - 30 cm hoog en heeft geelachtig wollig behaarde, rechtopstaande, onregelmatig vertakte stengels. Onder de meeste hoofdjeskluwens zit maar één zijtak. De 15 - 25 mm lange en 2 - 7 mm brede, langwerpige of lepelvormige blaadjes zijn ook gelig behaard.
Geel viltkruid bloeit van juli tot in september met geelachtige, eivormige, 4 - 6 mm lange bloemhoofdjes, die met tien tot vijfentwintig bij elkaar in kleine kluwens zitten. Het omwindsel is strogeel en de lancetvormige omwindselbladen zijn 4 - 6 mm lang en 1,5 - 3 mm breed. De middelste omwindselbladen zijn op de kiel en aan de top paars en worden later bruin. Meestal zijn 1 of 2 omwindselbladen langer dan de kluwens.
De vrucht is een bruin, 0,4-0,8 mm lang en 0,15-0,3 mm breed nootje met 2 - 3,4 mm lang vruchtpluis.

## Ecologie en verspreiding
Geel viltkruid staat op zonnige, open, warme plaatsen op droge, matig voedselarme, stikstofarme, neutrale tot matig zure, goed doorlatend zand en grind. Ze groeit in akkers, op braakliggende grond, op open, droge plekken in neutraal grasland, aan greppelranden, in wegranden en afgravingen. Geel viltkruid kwam vroeger zeer zeldzaam voor in het rivierengebied in het oosten van het land, in Zuid- en Noord-Limburg (met name bij Nijmegen, Arnhem en Roermond) en verder verspreid op enkele andere plaatsen. De laatste vondst dateerde van Nijmegen in 1935 tot dat ze weer aangetroffen is in het oosten van Noord-Brabant. De soort is te onderscheiden van haar veel gelijkenis tonende verwanten doordat de vertakkingen asymmetrisch zijn, er onder de meeste hoofdjeskluwen slechts één zijtak ontspringt, de middelste omwindselbladen op de kiel en aan de top paars getint zijn en vooral door de geelachtige kleur van de beharing.

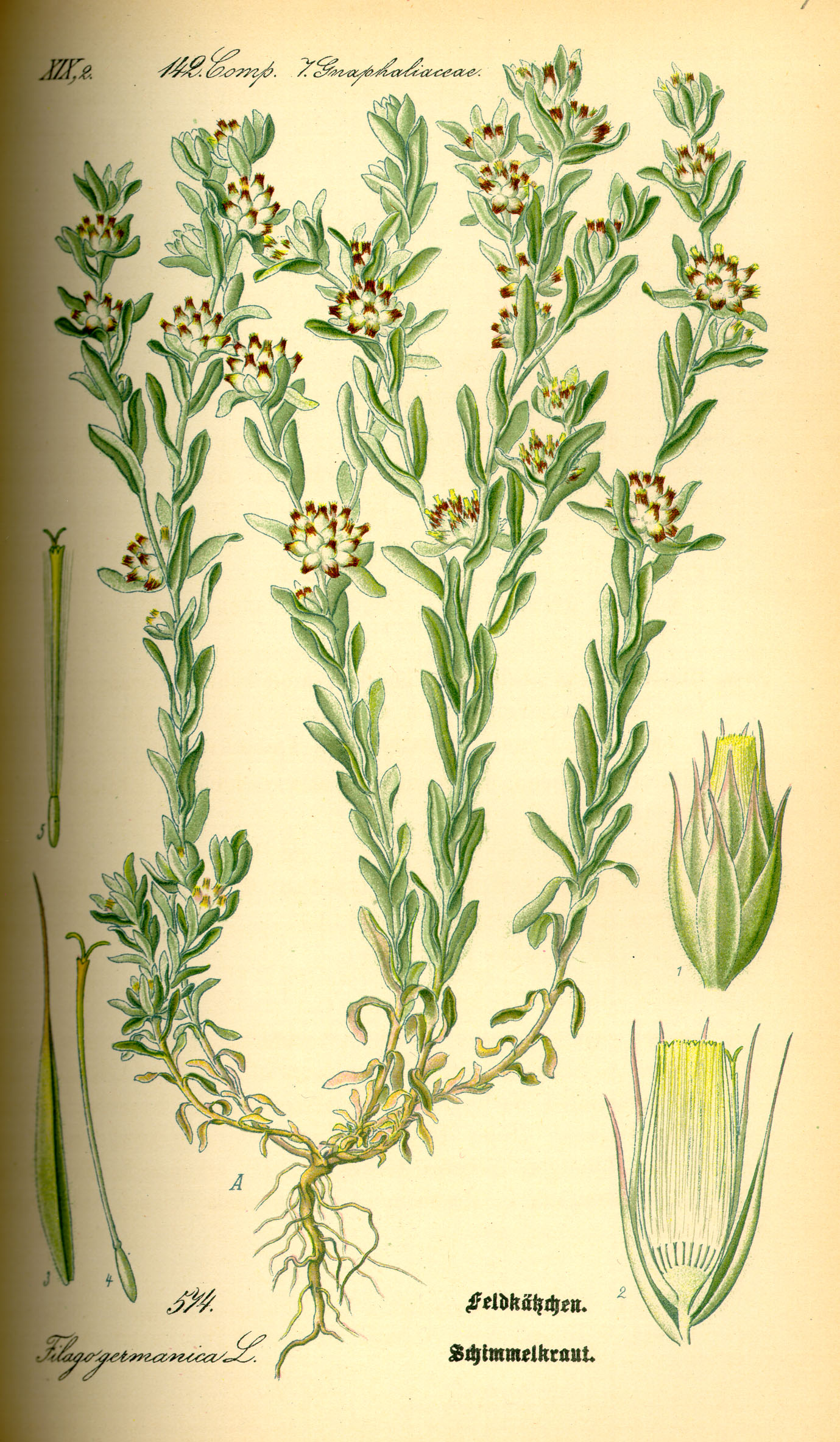
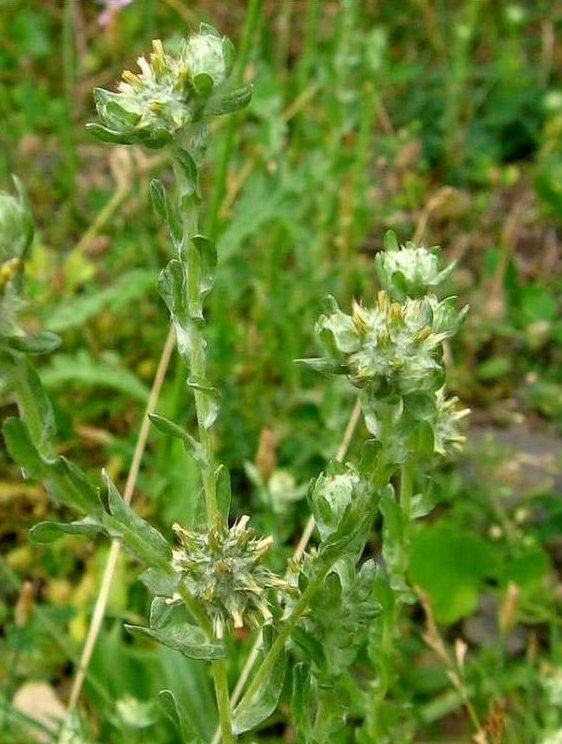
Bloeiwijze
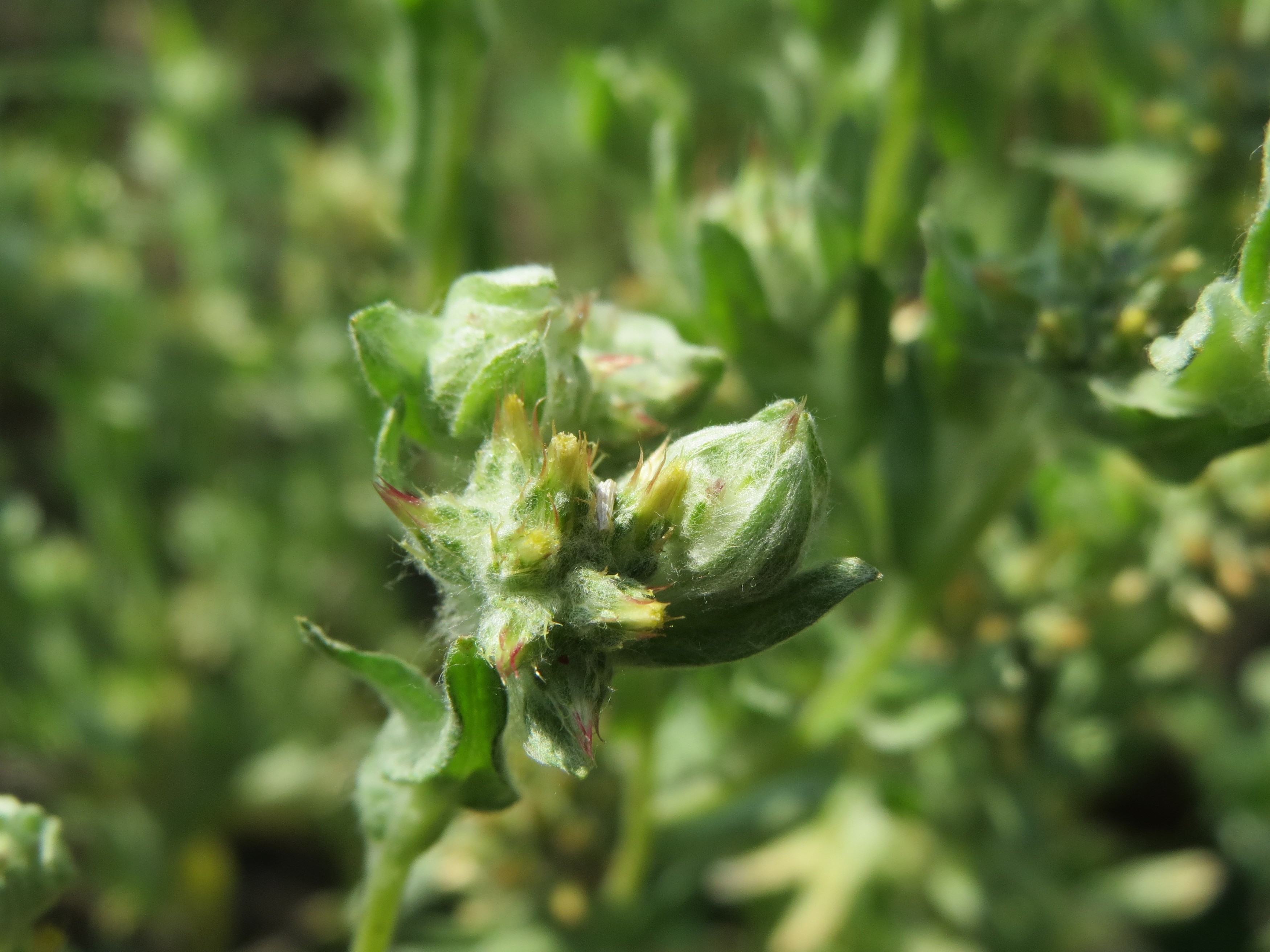
Bloeiwijze
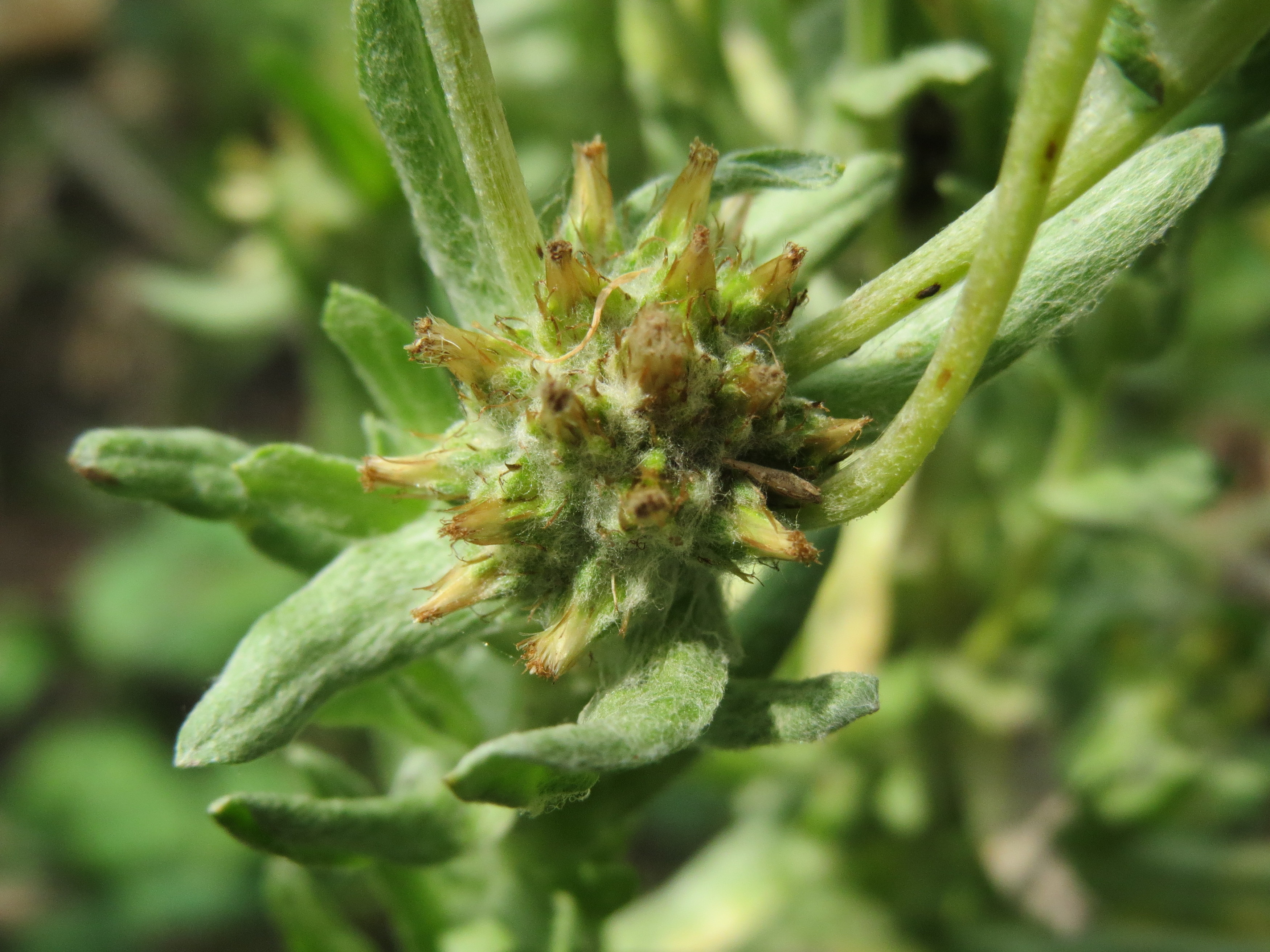
Vruchten